# ابوعلی حسن مراکشی

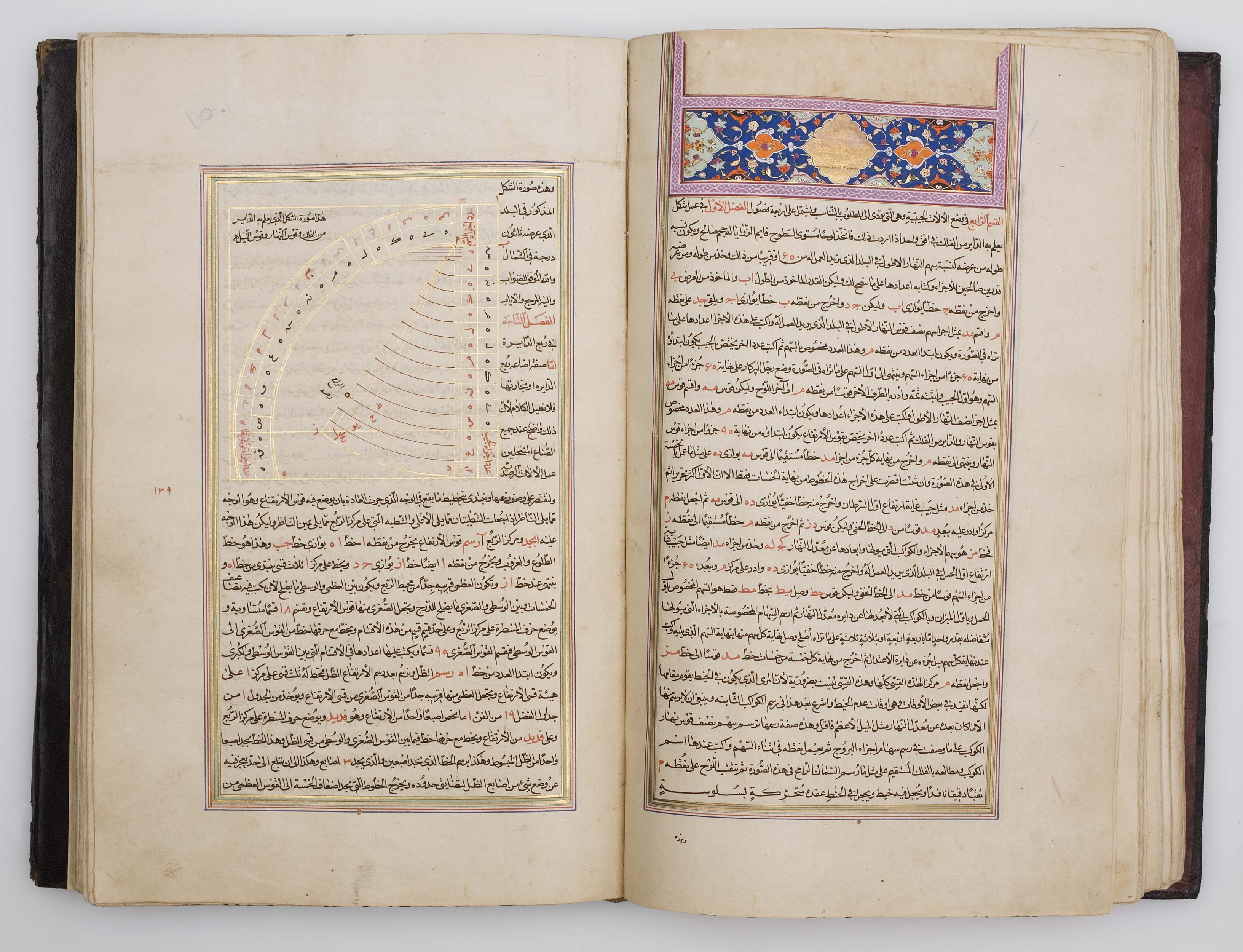
نسخه‌ای از «جامع المبادی و الغایات» اثر ابوعلی حسن مراکشی

ابوعلی حسن مراکشی ( به عربی : أبو علي الحسن بن علي بن عمر المراكشي ، اواخر قرن سیزدهم) اخترشناس و ریاضی‌دان عرب اهل پادشاهی مراکش بود. او به‌ویژه در زمینهٔ مثلثات و اخترشناسی عملی برجسته بود. وی مؤلف رساله‌ای حجیم دربارهٔ نجوم کروی و آلات نجومی (ساعت آفتابی، اسطرلاب) با عنوان جامع المبادئ والغایات فی علم المیقات (مجموعه اصول و اهداف علم زمان) است. نیمه اول این اثر توسط J. J. Sédillo در اوایل قرن نوزدهم به فرانسوی ترجمه شد و پس از مرگش در سال ۱۸۳۴ منتشر شد. این کتاب در حال حاضر به عنوان کامل‌ترین منبع در مورد آلات نجومی قرون وسطایی اسلامی است. وی این رساله را در سالهای ۱۲۷۶–۱۲۸۲ در قاهره نوشت.
عرض و طول ۴۱ شهر را که میان قاهره و مراکش قرار داشت، با دقّت خاصّی محاسبه کرد که در کتاب جامع المبادی و الغایات او مندرج است که یک مجموعه خیلی وسیعی راجع به مختصات کروی و ابزارهای نجومی است.
دهانهٔ المراکشی روی ماه به نام او نامگذاری شده‌است.